# Astérix légionnaire
Astérix légionnaire est le dixième album de la bande dessinée Astérix, publié en 1967, scénarisé par René Goscinny et dessiné par Albert Uderzo.
Il a été pré-publié dans le journal Pilote du no 368 (10 novembre 1966) au no 389 (6 avril 1967).

## Résumé
Au village gaulois, Obélix tombe amoureux d'une jeune villageoise, Falbala, mais apprend qu'elle est déjà fiancée à Tragicomix, qui vient d'être enrôlé de force par les Romains et expédié en Afrique, au cœur des querelles entre César et Scipion. Ravalant héroïquement sa déception amoureuse, le livreur de menhirs lui promet de sauver le jeune homme, ce qu'Astérix approuve.
Les deux inséparables Gaulois s'engagent à leur tour dans la légion, à Condate (Rennes). Sur place, leur ignorance des domaines militaires et leur force surhumaine déstabilisent leurs supérieurs. Le centurion Hotelterminus et l'instructeur Belinconnus, chargés d'entraîner les recrues, sont rapidement poussés à bout de nerfs. D'autant que s'ajoutent d'autres nouveaux aspirants légionnaires hauts en couleur : le Grec Plazadetoros, le Breton Faupayélatax, le Belge Mouléfix, les Goths Chiméric et Figuralégoric (qui ne sera pas retenu en raison de sa trop grande maigreur) et l'Égyptien Courdeténis, qui se croit dans une auberge, les deux derniers ne comprenant de surcroît pas la langue de leurs supérieurs, ont recours à un traducteur. Leur formation achevée, ils sont tous envoyés en Afrique du Nord, au camp de Thapsus.
Après avoir détruit un bateau de pirates en mer, Astérix et Obélix arrivent, à bord d'une galère avec les autres légionnaires, à Thapsus. Ils y  cherchent en vain Tragicomix, tout en déclenchant involontairement la bataille de Thapsus, opposant les troupes de Jules César, présent sur les lieux, aux troupes de Scipion. Astérix et Obélix finissent par trouver Tragicomix prisonnier dans le camp de Scipion. Ils jouent un grand rôle dans la victoire de l'armée de César sur son adversaire, et, pour les remercier, César permet aux trois Gaulois de rentrer chez eux.
De retour en Gaule, Tragicomix retrouve Falbala, qui remercie chaleureusement le duo et embrasse Astérix. Tandis que le couple part se marier à Condate, Astérix ne participe pas au banquet final, encore tout étourdi par le baiser de Falbala.

## Personnages principaux
- Les habitants du village gaulois, dont : 
  - Astérix, guerrier,
  - Obélix, livreur de menhir,
  - Idéfix, chien d'Obélix,
  - Panoramix, druide,
  - Falbala, de retour de Condate, fille de Plantaquatix,
  - Assurancetourix, barde,
  - Pneumatix, facteur,
  - Abraracourcix, chef du village,
  - Cétautomatix, forgeron,
- Processus, Romain au bureau des renseignements du quartier général de la Légion romaine à Condate,
- Hotelterminus, centurion au quartier général de la Légion romaine à Condate,
- Plazadetoros, engagé volontaire grec dans la Légion romaine,
- Faupayélatax, engagé volontaire breton dans la Légion romaine,
- Mouléfix, engagé volontaire belge dans la Légion romaine,
- Chiméric, engagé volontaire goth dans la Légion romaine,
- Figuralégoric, engagé volontaire goth dans la Légion romaine, recalé,
- Courdeténis, engagé volontaire égyptien dans la Légion romaine, se croyant dans une auberge,
- interprète au quartier général de la Légion romaine à Condate,
- Belinconnus, instructeur au quartier général de la Légion romaine à Condate,
- cuisinier du quartier général de la Légion romaine à Condate,
- capitaine de la galère,
- Les pirates, dont : 
  - Barbe-Rouge (non nommé), chef des pirates,
  - Triple-Patte (non nommé), pirate unijambiste disant des citations latines,
  - Baba (non nommé), vigie des pirates,
- Jules César, imperator romain ;
- Cédupeuojus, légionnaire romain du camp de Thapsus,
- Acidcloridrix, dit « H.C.L. », légionnaire espion du camp de Thapsus,
- Scipion, ennemi de Jules César,
- Tragicomix, fiancé de Falbala, enrôlé de force dans la Légion romaine.

## Analyse

### Éléments historiques
Astérix et Obélix arrivent en pleine bataille de Thapsus, opposant les troupes de Jules César et celles de Metellus Scipion. Elle a eu lieu près de Thapsus (aujourd'hui Ras Dimass, en Tunisie), le 6 avril 46 av. J-C. César, qui accosta à Ruspina (l'actuelle Monastir) le 28 décembre 47 av. J.-C., y affronta Scipion, allié à Juba Ier de Numidie et Lucius Afranius, comme évoqué dans l'album.
Il y a bien un arc de triomphe à Marseille, situé à la porte d'Aix, mais celui représenté par Uderzo à l'entrée de Massilia (Marseille) ressemble plus à l'Arc de Titus bâti près de la Via Sacra à Rome. A Marseille, la Porte d'Aix est un monument qui a pour modèle l'Arc de Titus mais n'est nullement romain, sa construction s'est achevée sous Louis-Philippe Ier.

### Scénario
Le canevas d’Astérix légionnaire s'inspire très largement du scénario de Laurel et Hardy conscrits, film qui date de 1939 et dont l'action démarre en France : Hardy tombe amoureux d'une jeune française, lui offre des fleurs, se montre timide à lui déclarer sa passion et est effondré lorsqu'il apprend qu'elle est déjà mariée. Le mari de cette Française est un militaire français muté en Afrique du Nord (comme Tragicomix, l'amoureux de Falbala). Pour surmonter son désespoir, Hardy s'engage dans la Légion étrangère, avec Laurel (comme Astérix et Obélix dans les légions romaines). Arrivés sur place, ils ne comprennent pas réellement ce qu'est la Légion étrangère, et provoquent une série de quiproquos, à l'instar des autres personnages d’Astérix légionnaire, dont certains croient qu'ils se trouvent dans un club de vacances.
Bien qu'ayant grandi en Argentine, René Goscinny a effectué un service militaire en France, dans lequel il a puisé des souvenirs pour écrire cet album.[réf. souhaitée]

### Personnages
Comme dans Astérix chez les Bretons, Idéfix ne participe pas à l'aventure, restant au village gaulois, où Obélix l'a confié à Falbala.
Albert Uderzo a donné à Falbala des traits voisins de ceux de l'épouse de René Goscinny, Gilberte Pollaro-Millo. Le scénariste d'Astérix s'était marié peu avant la conception de l'album Astérix légionnaire. Falbala sera également présente dans les albums La Galère d'Obélix, Astérix et Latraviata et Astérix et la Rentrée gauloise.
On retrouve le facteur Pneumatix, déjà présent dans l'album précédent Astérix et les Normands. On le reverra aussi dans les albums L'anniversaire d'Astérix et Obélix - Le Livre d'or et Le Papyrus de César.
Les pirates ne sont pas expressément nommés, comme dans les précédents albums. Après leur naufrage, ils dérivent sur un radeau rappelant le tableau Le Radeau de la Méduse ; l'allusion est expliquée par le phylactère de Barbe-Rouge, chef des pirates : « Je suis médusé ! », planche 31. Cette scène est également reprise dans le film Astérix et Obélix : Mission Cléopâtre.
La houppette du légionnaire belge Mouléfix ressemble à celle de Tintin, héros belge de bande dessinée (planche 17b, dernière vignette).
Dans la tente de Jules César, un de ses généraux a les traits de Pierre Tchernia. Ce réalisateur, ami de Goscinny et d'Uderzo, possède plusieurs caricatures dans la série Astérix, dont celle-ci constitue la première.
Le légionnaire espion Acidcloridrix a pour nom de code HCL, qui est la formule chimique de l'acide chlorhydrique (HCl). Il rencontre César dans sa tente en pleine nuit pour lui donner des informations sur la prochaine attaque de Scipion, l'ennemi d'en face. Un légionnaire du camp l'envoie à Astérix et Obélix, alors engagés dans l'armée de César, pour leur donner des renseignements sur les prisonniers de Scipion, dont fait partie Tragicomix, le fiancé de Falbala. Puis, après avoir donné l'emplacement du camp, Acidcloridrix part manger un soufflé aux fruits de mer proposé par Astérix. Acidcloridrix est un homme minuscule, ce qui le fait passer inaperçu dans sa cape mauve. Son air chafouin et sa longue chevelure rousse ne font que renforcer son caractère mystérieux.
Le modèle graphique de Tragicomix est inspiré de Jean Marais. Tragicomix sera également présent dans l'album Astérix et Latraviata.
Dans cet album, Assurancetourix n'est pas attaché à l'arbre habituel pour le traditionnel banquet final, mais dans sa hutte, la place sur l'arbre étant prise par Astérix qui rêve de Falbala.
Notes
Le terme de « Centurion de décade » utilisé à leur arrivée au camp de Thapsus est une adaptation humoristique à l'époque Antique de l'« Officier de semaine » de nos armées actuelles.

### Villes et lieux traversés
- Le village gaulois
- Condate, Rennes
- Massilia, Marseille
- Thapsus

### Eléments humoristiques
- Lorsque les deux centurions Hotelterminus et Belinconnus et leurs hommes arrivent à Massilia, ces derniers ont revêtu leurs habits respectifs. Le garde en faction à l'entrée de Massilia les avertit : « Si on vous voit en tenue fantaisie à Massilia, on vous passera un savon. ». Cette réplique fait référence à la fois au savon de Marseille et à l'expression "passer un savon à quelqu'un", qui signifie "reprimander fortement quelqu'un".

### Chansons
- Les Lavandières de Lusitanie, et tap, et tap, et tap…, chantée par le centurion de calendes faisant sa lessive, parodiant la chanson Les Lavandières du Portugal, chantée dans le film du même nom, sur des paroles de Roger Lucchesi (1955) et une musique d'André Popp, interprétée notamment par Jacqueline François.
- Tu te souviens des beaux dimanches, quand tu mettais ta toge blanche…, chanté par Astérix et Obélix ramant dans la galère pour l'Afrique, parodiant la chanson C'est loin tout ça, de Georges Ulmer.

### Citations latines
- Quomodo vales ? (Comment vas-tu ?) : phrase prononcée par un décurion effrayé par Obélix.
- Timeo Danaos et dona ferentes (Je crains les Grecs, même quand ils font des offrandes) : phrase prononcée par le romain Processus, cherchant le nom de Tragicomix dans ses documents. Citation de Virgile.
- Vis comica (Force comique, ou: Pouvoir de faire rire) : phrase prononcée par l'instructeur Belinconnus se moquant d'Astérix et Obélix.
- Quo vadis ?  (Où vas-tu ?) : phrase prononcée par le garde de l'entrée du camp de Thapsus. Célèbres mots de Saint Pierre à Jésus.
- Dignus est intrare (Il est digne d'entrer) : mot de passe prononcé par Acidcloridrix à l'entrée du camp de Thapsus. Citation du Malade imaginaire de Molière.
- Cogito ergo sum (Je pense donc je suis) : mot de passe prononcé par un décurion romain d'une patrouille de l'armée de Scipion. Formule du philosophe Descartes.
- Alea jacta est (Le sort en est jeté) : phrase ici prononcée par Jules César à l'annonce de l'attaque de Scipion, mais historiquement lors du passage du Rubicon avant la guerre civile contre Pompée.

## Tirage
L'album a été tiré en 1 000 000 exemplaires.

## Adaptation
L'album et a été adapté en dessin animé dès 1985 (combinaison des intrigues de Astérix gladiateur et Astérix légionnaire) sous le titre Astérix et la Surprise de César.